# Socialismus s čínskými rysy
Socialismus s čínskými rysy (čínsky: 中国特色社会主义, pchin-jin zhōngguó tèsè shèhuìzhǔyì) je čínský úřední název pro hospodářství Čínské lidové republiky, které je od roku 1978 smíšenou ekonomikou se soukromým i státním vlastnictvím, soutěžícím v tržním prostředí. Jde fakticky o kapitalismus se silnou úlohou státu.
Čínská lidová republika dle svého tvrzení neopustila marxismus, pouze redefinovala mnoho jeho konceptů tak, aby odpovídal jejímu současnému hospodářskému systému, který je v souladu se socialismem.
Podle některých jiných komunistických ideologií (například Maoismus) je „socialismus s čínskými rysy“ ve skutečnosti revisionismem, vedoucím k znovunastolení kapitalismu. Na Západě je „socialismus s čínskými rysy“ někdy vnímán jako prázdný pojem, který pouze legitimizuje vládu Komunistické strany Číny.